# Colosseum (datorspel)
Colosseum är ett datorspel utvecklat av det svenska datorspelsföretaget Shortfuse Games. Spelet släpptes via Microsofts Xbox live-tjänst 19 november 2008.